# Pagani Huayra
De Pagani Huayra is een sportauto van de Italiaanse automobielconstructeur Pagani. Het is de tweede auto van het merk, de opvolger van de Pagani Zonda. Veel kenmerken van de Zonda zijn nog duidelijk zichtbaar. Zo is de kenmerkende uitlaat aanwezig en doet het silhouet denken aan de Zonda.
Anders dan de Zonda heeft de Huayra geen opvallende spoiler achterop. De spoiler bij de Huayra zit verborgen in de achterkant en komt omhoog bij een bepaalde snelheid om voor meer downforce te zorgen, hij wordt ook gebruikt als luchtrem. De reden voor de verborgen spoiler is dat Pagani de wagen wat 'netter' wil houden dan de Zonda. Ook is de auto een stuk veiliger dan zijn voorganger en mag  als eerste Pagani ook gereden worden in de Verenigde Staten.

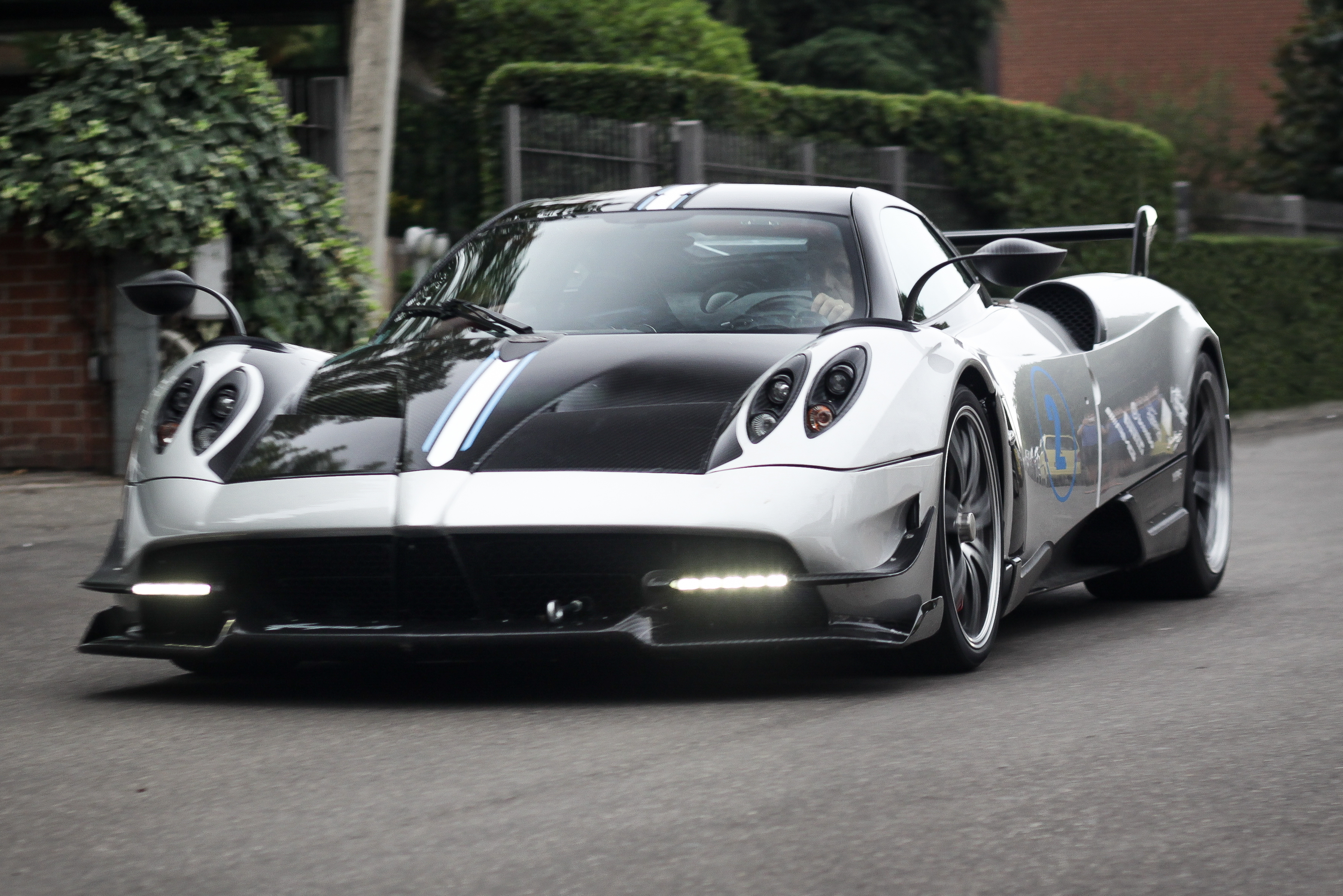
Pagani Huayra BC

De Huayra is ook beschikbaar in een nog sportievere versie, de Huayra BC. The Huayra BC beschikt over 755 PS (555 kW; 745 pk) en heeft 1,000 Nm koppel. Het gewicht van de auto is gereduceerd met 132 kg tot 1,218 kg komt ook nog in een sport-versie. 
In 2017 werd de Huayra Roadster geïntroduceerd. De V12 heeft 764 pk en is ook lichter dan de coupé (1280 kg). Deze auto heeft een laterale g-kracht van 1,8 g bij het accelereren in een bocht.
De Huayra verbrak in seizoen 19 van Top Gear de snelste rondetijd van de Ariel Atom V8 500 met 1.3 seconde en is dus momenteel  met een 1.13.8 de snelste legale straatauto op het Top Gear-testcircuit.